# Bitva v průsmyku Kaserín
Bitva v průsmyku Kaserín byl střet mezi silami nacistického Německa a vojsky USA a Velké Británie, který se odehrál v únoru 1943 v pohoří Atlas během Tuniské kampaně.
Rommel prohrál druhou bitvu u Al-Alameinu a ocitl se v defenzivě. Britové dobývali dříve ztracená území. Američani se silami Velké Británie zahájili operaci Torch, protože chtěli dostat osu do kleští. Vylodili se v Alžírsku a Maroku, které byly v moci vichistických Francouzů. Ti se vzdali a Rommel si uvědomil obtížnost situace, kdyby totiž nechal událostem volný průběh, vojska Osy by se dostala mezi dva mlýnské kameny. Rommel okamžitě převelel část svých jednotek do Tuniska a svedl s Američany bitvu v průsmyku Kaserín. Ostřílení Němci hravě porazili Američany, jež byli nováčky. Byla to jedna z nejdrtivějších proher USA. Američané nakonec byli rádi, že si zachránili vlastní kůži.